# Spomenik
Spomenik ali bolj natančno javni spomenik je objekt, ki so ga zgradili ali oblikovali ter postavili na javno dostopno mesto prvenstveno zaradi njegove spominske ali druge simbolične funkcije. Posvečeni so osebam ali dogodkom, redkeje državam, živalim, predmetom. Običajno jih postavljajo vladajoči sloji; častijo pa osebe in dogodke, ki neposredno ali posredno častijo postavljavce, njihova prepričanja, ideje.

## Etimologija
Domneva se, da izvor mednarodne besede za spomenik izhaja iz grškega mnemosynon in latinskega moneo, monere, kar pomeni opomniti, svetovati ali svariti, vendar se tudi domneva, kar je manj verjetno, da beseda spomenik izvira iz albanske besede mani men, ki v albanskem jeziku pomeni zapomni si, kar nakazuje, da nam spomenik omogoča videti preteklost in nam tako pomaga vizualizirati, kaj bo prišlo v prihodnosti. Slovenski izraz je povezan s spominjanjem in spominom. Natančno ločijo termina Angleži. Skupni izraz je monument, javni spomenik pa je memorial.

## Nastanek in funkcije
Spomeniki so nastajali tisočletja in so pogosto najbolj obstojni in znani simboli starih civilizacij. Prazgodovinski tumulusi, dolmeni in podobne strukture so bile ustvarjene v velikem številu prazgodovinskih kultur po vsem svetu in številne oblike monumentalnih grobnic bogatejših in močnejših članov družbe so pogosto vir mnogih naših informacij in umetnosti iz teh kultur.
Ko so se družbe organizirale v večjem obsegu, so postali nekateri spomeniki ali prostori čaščenja izjemno veliki. Mednje pa, v zamenjavi ali vzporedno s pomenom monumentalnosti štejemo tako nagrobne objekte kot druga dela človeka kot so egipčanske piramide, grški Partenon, indijski Tadž Mahal ali Moai z Velikonočnega otoka so postali simboli njihovih civilizacij. V novejšem času so monumentalne zgradbe, kot sta Kip svobode in Eifflov stolp, postale ikonični simboli sodobnih nacionalnih držav.
Izraz monumentalnost se nanaša na simbolni status in fizično prisotnost spomenika. V tem kontekstu nemški umetnostni zgodovinar Helmut Scharf pravi, da »spomenik obstaja v obliki predmeta in tudi kot njegov simbol. Kot jezikovni simbol se spomenik običajno nanaša na nekaj konkretnega, v nekaterih redkih primerih se uporablja tudi metaforično .... Spomenik je lahko jezikovni simbol za celoto več spomenikov ... ali samo za enega samega, vendar v širšem smislu se lahko uporablja tudi v skoraj vseh spoznavnih ravninah bivanja. ... Kaj se šteje za spomenik, je vedno odvisno od pomena, ki ga pripisuje prevladujoči ali tradicionalni zavesti določene zgodovinske in družbene situacije.«
Javne spomenike pogosto postavljajo z vsaj dvema dodatnima namenoma: za potrebe komemoracij ali spominskih srečanj in zaradi estetske in umetniške vrednosti, ki naj prispeva k  izboljšanju videza mesta ali lokacije. Načrtovana mesta, kot so Washington, D. C., New Delhi in Brasília, so pogosto zgrajena okoli spomenikov. Lokacijo Washingtonskega spomenika so si zamislili tako, da bi jim pomagala organizirati deljenje mestne zemlje, še preden so ga začeli povezovati z Georgeom Washingtonom. V starejših mestih so spomeniki postavljeni na točkah, ki so bile pomembne že pred postavitvijo ali pa to postanejo z njo; na trgih, pred javnimi stavbami, na lokacijah dogodka. Eden od namenov spomenikov je narediti na opazovalca vtis in zbujati občutke moči (naroda, države, politike).
S terminom kulturni spomenik poimenujemo vse pomembne ostaline človekovega dela, njegove ustvarjalnosti, od funkcionalnih zgradb do arheoloških ostalin (Kitajski zid, Pompeji, Versailles), ob njih še izbrano nematerialno ali živo dediščino (npr.: pesmi, običaji, šege in navade, načini priprave jedi in podobno) zaradi njihove starosti, likovne ali tehnične in drugačne izjemnosti, velikosti ali zgodovinske pomembnosti. 
Status kulturnega spomenika ima premična dediščina, to so evidentirani in ovrednoteni predmeti, ki jih hranijo državni in pooblaščeni muzeji. Med kulturne spomenike strokovnjaki uvrščajo tudi izbrane javne spomenike. Zaradi starosti, velikosti, tehnične izjemnosti je kulturni spomenik npr. Veliki kitajski zid. Izjemne kulturne spomenike, kakršen je Kitajski zid, UNESCO uvrsti na seznam svetovne kulturne dediščine. Trenutno je na listi 1154 spomenikov ali območij v 167 državah. Z več kot 870 spomeniki prevladuje kulturna dediščina. V Sloveniji imamo pet območij, ki so na listi svetovne naravne in kulturne dediščine: Škocjanske jame, Prvobitni bukovi gozdovi v Karpatih in stari bukovi gozdovi v Nemčiji razširjena ((Albanija, Avstrija, Belgija, Bolgarija, Hrvaška, Nemčija, Italija, Poljska, Romunija, Slovaška, Slovenija, Španija, Ukrajina), Kolišča na Ljubljanskem barju, Rudnika živega srebra Almadén in Idrija in Dela Jožeta Plečnika v Ljubljani – urbano oblikovanje po meri človeka. Nekaj objektov ali območij je še na poskusni listi. Posebni kulturni spomeniki so odlikovani z znakom evropske kulturne dediščine: Bolnišnica Franja, Spominska cerkvica Javorca in Prešernova Zdravljica. Starejši evropski znak imajo Plečnikove Žale.
Spomeniki so pogosto zasnovani tudi za posredovanje zgodovinskih ali političnih informacij in tako lahko razvijejo aktivno družbeno-politično moč. Uporabljajo se lahko za krepitev primata sodobne politične moči, kot je Trajanov steber ali številni kipi Lenina v Rusiji. Uporabijo se za seznanjanje prebivalstva o pomembnih dogodkih ali osebnostih iz preteklosti, na primer pri preimenovanju stare stavbe General Post Office Building v New Yorku v Stavba Jamesa A. Farleyja, po Jamesu Farleyju, nekdanjem generalnem poštnem upravitelju ZDA. Za izpolnitev svoje informativne in izobraževalne funkcije mora biti spomenik odprt za javnost, kar pomeni, da je njegova prostorska razsežnost in vsebina javno doživeta ter trajnostna. Prvo lahko dosežemo z umestitvijo spomenika v javni prostor ali z javno razpravo o spomeniku in njegovem pomenu, drugo pa z materialnostjo spomenika ali če njegova vsebina takoj postane del kolektivnega ali kulturnega spomina.
Posamezne večje javne spomenike postavlja država, večino običajno lokalne skupnosti, mesta, civilna združenja, redko posamezniki.
Kulturne spomenike, neredko v preobleki čaščenja božanskih vladarjev in bogov, ljudje gradimo že tisoče let in velikokrat so najbolj vzdržljivi in najslavnejši simboli starih civilizacij. Egipčanske piramide, grobnice faraonov; simbolni tempelj Atene po zmagah Grkov nad Perzijci - grški Partenon so postali simboli njihovih civilizacij. Podobna je ena od funkcij cerkva, ki stojijo na grobovih svetnikov. Sodobnejša primera velikih javnih spomenikov sta ameriški, v Franciji izdelan Kip svobode in francoski Eiffelov stolp, ki sta postala simbola modernih držav. Velike države, ponosne na vojaško tradicijo, pogosto postavljajo spomenike neznanemu padlemu junaku. Običajno ima vsaka država en sam spomenik neznanemu junaku, ki ga postavijo na pomemben prostor glavnega mesta. 
Družbeni pomen spomenikov je le redko fiksen in gotov ter ga različne družbene skupine pogosto spodbijajo. Kot primer: medtem ko je nekdanja vzhodnonemška socialistična država berlinski zid morda videla kot sredstvo za »zaščito« pred ideološko nečistostjo Zahoda, so disidenti in drugi pogosto trdili, da je simbol inherentne represije in paranoje te države. Ta trditev o pomenu je osrednja tema sodobnega postprocesnega arheološkega diskurza.
Slovenija je kot samostojna država postavila zelo malo kakovostnih javnih spomenikov. Pogoste so standardne betonske piramide, izdelane kot protitankovske ovire ali zidovi z napisi na premalo premišljenih lokacijah. Po osamosvojitvi je nastal bolj kakovosten spomenik, posvečen žrtvam vojne, ki ga je na robu Žal oblikoval Marko Mušič. Isti avtor je zasnoval največji slovenski spomenik v spominskem parku Teharje. Spomenik je posvečen žrtvam povojnih pobojev. Čisto arhitekturni spomenik, sestavljen iz ploščadi in dveh zidov stoji v Ljubljani, na preurejenem dvorišču Kazine ob Kongresnem trgu in je posvečen žrtvam vseh vojn.

## Izguba in uničenje
Medtem ko številni starodavni spomeniki obstajajo še danes, so znani primeri namerno ali po nesreči uničenih spomenikov in mnogi spomeniki so verjetno izginili zaradi časa in naravnih sil. Leta 772 med saškimi vojnami je Karel Veliki namerno uničil Irminsulov spomenik, da bi oskrunil pogansko vero. Leta 1687 je Partenon v Atenah delno uničila in oropala beneška vojska, ko so razstrelili tam shranjeno skladišče smodnika. Nedavno arheološko izkopavanje v osrednji Franciji je odkrilo ostanke megalitskega spomenika, ki je bil pred tem uničen. »Tako kot nekateri spomeniki, vključno z Belzom v Morbihanu, so bili menhirji Veyre-Montona podrti, da bi izginili iz pokrajine. Potisnjeni v velike jame, včasih pohabljeni ali prekriti z zemljo, so bili ti monoliti uničeni, predmet ikonoklastičnih gest, nekakšna obsodba, morda povezana z neko spremembo skupnosti ali prepričanj«.

## Zaščita in ohranjanje
Do nedavnega je bilo običajno, da so arheologi preučevali velike spomenike in manj pozornosti posvečali vsakdanjemu življenju družb, ki so jih ustvarile. Nove ideje o tem, kaj sestavlja arheološki zapis, so razkrile, da so nekateri zakonodajni in teoretični pristopi k tej temi preveč osredotočeni na prejšnje definicije spomenikov.
Razen občinskih ali državnih vlad, ki varujejo spomenike v svoji pristojnosti, obstajajo institucije, namenjene prizadevanjem za zaščito in ohranjanje spomenikov, za katere velja, da imajo poseben naravni ali kulturni pomen za svet, kot je Unescov program svetovne dediščine in Svetovni sklad za spomenike.
Kulturni spomeniki veljajo tudi za spomin skupnosti in so zato v kontekstu sodobnega asimetričnega vojskovanja še posebej ogroženi. Sovražnikovo kulturno dediščino je treba trajno poškodovati ali celo uničiti. Poleg nacionalnega varstva kulturnih spomenikov se zato trudijo za varovanje kulturnih spomenikov mednarodne organizacije (prim. UNESCO World Heritage, Blue Shield International).
V zadnjem času se vse več spomenikov ohranja digitalno (v 3D modelih) prek organizacij, kot je CyArk.

## Tipi javnih spomenikov
- Kipi so pogosto uporabljeni kot javni spomeniki. So abstraktne kiparske oblike ali prepoznavne figure ali portretna poprsja slavnih osebnosti (Prešeren, Cankar, Maister); vsi ti javno postavljeni objekti so primarno namenjeni za slavljenje ljudi, dogodkov ali simbolov (Kip svobode; Spomenik žrtvam v Rotterdamu).
- Arhitekturni spomenik je objekt ali skupina objektov. So nefiguralna, pogosto abstraktna oblika ali stena (Spomenik žrtvam vojn v Ljubljani), geometrijska oblika, manjši objekt, okrašen s slikami ali manjšimi kipi (Draga, Dražgoše, Ljubelj); oznake za slavljenje dogodkov, kamor sodijo tudi obeliski, slavoloki, stebri ali stavbe (Plečnikov Ilirski steber ali vodnjak, posvečen ustanovitvi OF; spominski steber na lokaciji Plečnikove rojstne hiše,... ). Pogosto so spomeniki enakovredno sestavljeni iz kipov in arhitektur ter krajinskih ureditev (Urh pri Ljubljani, Trije žeblji na Pohorju, Griček pri Črnomlju).
- Slavolok je eno ali več ločna samostojna stavba, ki slavi vojaške ali politične dosežke, zlasti v antiki: (Titov slavolok), (Konstantinov slavolok), oba v Rimu.
- Spominski steber ali manjši stolp s kipom na vrhu, lahko je okrašen z reliefi; od antike naprej tip spomenika (Trajanov steber) v Rimu, steber na Place Vendome v Parizu, Marijin steber na Levstikovem trgu v Ljubljani, steber na lokaciji Plečnikove rojstne hiše. Večja stebrasta oblika je lahko razgledni stolp (Gonjače v Brdih, arhitekt M. Šlajmer, kipar J. Boljka).
- Obelisk je slopast, kamnit, monolit s piramidalno konico, postavljen v čast bogu ali kot spomin. Večina je bila prenesena iz Egipta (Place de la Concorde, Pariz, Vatikan) ali posnema staro obliko (Plečnikov obelisk na Hradčanih).
- Spominska tabla je samostojno stoječa večja plošča ali več plošč s spominskimi napisi in drugimi okrasi, lahko z reliefi.

## Tipi kulturnih spomenikov
- profana stavba, zasnovana kot objekt za bivanje ali drugo dejavnost: za trgovino, promet (most), proizvodnjo (rudnik, kovačija, plavž, kozolec, sušilnica, skedenj, stan, čebelnjak, mlin, žaga, žičnica),
- sakralna stavba, postavljena primarno za verske namene, čaščenje boga, svetnikov, svetega kraja, za molitev: Bazilika Marije Zavetnice s plaščem na Ptujski Gori, znamenje, kapelica, Panteon v Rimu, Angkor Wat, mošeja Al Aksa, Stonehenge,
- spominska hiša: rojstna hiša (Prešernova hiša v Vrbi), hiša s spominsko sobo, hiša z muzejsko prezentacijo (Plečnikova hiša),
- spominska plošča, javni spomenik,
- skulptura: (kip, relief); lahko je javni spomenik ali parkovna ali dekorativna skulptura (plastika),
- arheološko najdišče je pomemben in raziskan materialni ostanek preteklih dob pod zemljo, v vodi ali na površini, ki je bil raziskan z arheološkimi metodami
- kenotaf je spomenik v spomin mrtvemu, postavljen na lokaciji, ki ni grob
- epitaf ali nagrobni kamen (nagrobnik) je spomenik umrlemu na grobu, pogosto na pokopališču, redkeje v sakralnem prostoru, parku,
- mavzolej je tip arhitekturno izjemne grobnice, okrašene s kipi, kakršno je imel kralj Mavzol; običajno mavzolej štejemo med memorialne spomenike, kamor sodijo vsi javni spomeniki in različni tipi nagrobnikov
- kulturna krajina je večje naravno območje, značilno preurejeno za rabo človeka, od vrtov, parkov, polj do vinogradov, travnikov, teras, sadovnjakov do urbane krajine
- zgodovinska krajina je večje območje, kjer so vidne sledi ali iz dokumentov znani podatki, da so se tam zgodili pomembni zgodovinsko dogodki ali dogajanje (Bitka pri Mrzli reki v Vipavski dolini, Soška fronta, Kočevski Rog); na območju lahko stojijo javni spomeniki

Kot naravne spomenike, natančneje znamenitosti, včasih poimenujemo kraje ali pojave izjemne naravne lepote ali z izjemnimi naravnimi značilnostmi.

## Galerija
- Viktorijin spomenik v Londonu, spomenik kraljici Viktoriji Britanskega imperija
- Nacionalni spomenik El Ángel, zgrajen v spomin na neodvisnost Mehike
- Kip svobode (Liberty Enlightening the World), simbol svobode ZDA
- Kristus Odrešenik, sodoben verski spomenik v Braziliji
- Maqam Echahid v Alžiru, znameniti betonski spomenik v spomin na alžirsko vojno za neodvisnost
- Eifflov stolp v Parizu, stavba simbol svetovne razstave, ki je bila v spomin na francosko revolucijo ob njeni stoletnici
- Mestna hiša Brisbane, nacionalni simbol demokracije
- Stolp Azadi v Teheranu obeležuje 2500 let Perzijskega imperija in zgodovino Irana
- Brandenburška vrata v Berlinu, nacionalni simbol Nemčije in njene enotnosti
- Leninov mavzolej v Moskvi, trajni simbol komunizma Sovjetske zveze in hladne vojne
- Spominska dvorana predsednika Maa na Trgu nebesnega miru, kjer so včasih stala Pekinška vrata Kitajske
- Kościuszkova gomila, Poljska v spomin na Tadeusza Kościuszka
- Bellov telefonski spomenik, spomin na izum telefona, Brantford, Ontario
- Spomenik miru v Hirošimi kenotaf in kupola atomske bombe v spomin na žrtve atomskega bombardiranja 6. avgusta 1945
- Lincolnov spomenik, Washington D. C., v čast ameriškemu predsedniku Abrahamu Lincolnu